# オルトゥタイ (小惑星)
オルトゥタイ (2043 Ortutay) は、小惑星帯の小惑星。
1936年、ハンガリーの天文学者クリン・ジェルジュがブダペストで発見した。

## 名称
ハンガリーの民俗学者オルトゥタイ・ジュラ (Gyula Ortutay) （1910年 - 1978年）をしのんで名付けられたもので、1980年2月の小惑星回報で命名が公表された。
オルトゥタイはハンガリーの教育大臣（1947年 - 1950年）を務めた経歴も持つ。命名文によればオルトゥタイは「ハンガリーにおける天文学普及を支えた文化的指導者」であった。